# Reisen (Birkenau)
Reisen, vor der Gebietsreform in Hessen postalisch als Reisen (Odenwald) bekannt, ist ein Ortsteil der Gemeinde Birkenau im südhessischen Landkreis Bergstraße mit etwa 1100 Einwohnern.

## Geographische Lage
Reisen liegt im westlichen Odenwald in der Nähe der Bergstraße. Reisen und die südwestlich angrenzende Kerngemeinde von Birkenau sind deren einzige Ortsteile, die an der Weschnitz liegen. Abseits der Weschnitz, im Südosten der Gemarkung, gehört noch der Weiler Schimbach am gleichnamigen Bach zu Reisen. Westlich von Reisen liegt der Ortsteil Nieder-Liebersbach und südöstlich der Ortsteil Hornbach. Weschnitzaufwärts grenzt der Hauptort der Nachbargemeinde Mörlenbach an.

Ein Gedenkstein erinnert an die Große Volksversammlung von 1848 in Reisen

## Geschichte

### Überblick
Reisen wurde erstmals am 1. Oktober 877 im Lorscher Codex als Ruzondum erwähnt. Die Schreibweise Rußen datiert aus den Jahren 1398 bis 1400.
Der Ort gehörte zu den Besitzungen des Reichsklosters Lorsch und kam nach dessen Niedergang unter die Herrschaft der Kurpfalz. Während der Reformation wird der Ort vorwiegend evangelisch und am Ende des Dreißigjährigen Kriegs (1648) dürfte der Ort wie Birkenfeld fast menschenleer gewesen sein.
Unter pfälzer Herrschaft gehörte der Ort bis 1803 zum Oberamt Lindenfels und kam dann infolge des Reichsdeputationshauptschlusses, der die Auflösung der Kurpfalz verfügte, nach Hessen. Dort wird er ab 1821 durch den Landratsbezirk Lindenfels verwaltet, wobei die Bürgermeisterei in Ober-Mumbach auch für die Verwaltung von Reisen zuständig ist. Später erhält Reisen eine eigene Bürgermeisterei, die jetzt für die Orte Hornbach und Ober-Mombach sowie den Weiler Schimmbach zuständig ist.
Am 9. April 1848 versammelten sich während der Deutschen Revolution ca. 7.000 Menschen in Reisen, um für Freiheit und Recht zu kämpfen. Heute erinnert ein schlichter Gedenkstein an der Weschnitzbrücke an dieses Ereignis.
Über mehrere Verwaltungsreformen in Hessen gelangt der Ort schließlich 1938 zum heutigen Landkreis Bergstraße.
Im Vorfeld der Gebietsreform in Hessen schloss sich die Gemeinde am 31. Dezember 1970 zeitgleich mit Hornbach freiwillig der Gemeinde Birkenau an.

### Von den Anfängen bis ins 18. Jahrhundert
Reisen entstand im Gebiet der ehemaligen Mark Heppenheim, einem Verwaltungsbezirk des Frankenreichs. Am 20. Januar 773 schenkte Karl der Große die Stadt Heppenheim nebst der Mark Heppenheim dem Reichskloster Lorsch. Von dort wurde die Urbarmachung und Besiedlung des Gebietes betrieben. Der Blütezeit des Klosters Lorsch, in dessen Gebiet Reisen lag, folgte im 11. und 12. Jahrhundert sein Niedergang. 1232 wurde Lorsch dem Erzbistum Mainz unterstellt. Nach langen Streitigkeiten konnten sich die Kurpfalz und das Erzbistum Mainz Anfang des 14. Jahrhunderts über das Erbe aus dem Lorscher Abtei einigen und die pfälzer Teile wurden durch die Amtsvogtei Lindenfels verwaltet.
Die früheste bekannte Erwähnung von Reisen erfolgte 877 im Lorscher Codex als Ruzondum, als Liuthar von Hausen dem Kloster Lorsch seine dortigen Güter schenkte. Danach sind mehrere Lehensbriefe und die Genehmigung von Wittum der Pfälzer Kurfürsten auf den Ort erhalten.
Für 1568 ist belegt, dass Reisen zur Zent Waldmichelbach gehört, dessen Zentgericht als Oberhof fungierte. Mit der Niederen Gerichtsbarkeit wurde verschiedene Adelshäuser durch die Pfalzgrafen belehnt.
In den Anfängen der Reformation sympathisierten die pfälzischen Herrscher offen mit dem lutherischen Glauben, aber erst unter Ottheinrich, Kurfürst von 1556 bis 1559, erfolgte der offizielle Übergang zur lutherischen Lehre. Danach wechselten seine Nachfolger und gezwungenermaßen auch die Bevölkerung mehrfach zwischen der lutherischen, reformierten und calvinistischen Religion. Der Ort wurde eine Filiale der lutherischen Pfarrei Birkenfeld. In Reisen befanden sich 1613 an Leibeigenen 4 Männer und 4 Frauen sowie 5 Hausgesessene auf 4½ Huben.
Am Ende des Dreißigjährigen Kriegs (1648) dürfte der Ort fast menschenleer gewesen sein. Nach dem Krieg betrieb die Kurpfalz eine durch religiöse Toleranz geprägte Wiederansiedlungspolitik, doch die in der Folgezeit ausbrechenden Kriege, wie der Pfälzische Erbfolgekrieg (1688–1697) und der Spanische Erbfolgekrieg (1701–1714), machten viele der Bemühungen wieder zunichte und Zehntausende Pfälzer emigrierten u. a. nach Nordamerika und Preußen.
Bis 1737 unterstand die „Amtsvogtei Lindenfels“ dem Oberamt Heidelberg, danach wurde Lindenfels ein Oberamt in der „Pfalzgrafschaft bei Rhein“ (im „Kurfürstentum Pfalzbayern“ ab 1777). Reisen war innerhalb des Amtes Lindenfels Teil der „Zent-Waldmichelbach“, die jedoch kaum noch eigene Befugnisse hatte.
1784 bestand die Bevölkerung des Orts aus 23 Familien mit 100 „Seelen“ und die Gemarkung aus 473 Morgen Äckern, 78 Morgen Wiesen, 6 Morgen Gärten und 255 Morgen Wald; wovon gehörten 172 Morgen zu den Huben und der Rest der Gemeinde sowie dem Grafen von Bretzenheim und dem Freiherrn von Wrede. Daneben gab es 800 Morgen Wald, der gemeinschaftlich durch die Zent Wald-Michelbach genutzt wurde. Es gab einen kurfürstlichen Förster, der sowohl über diese, als auch über alle anderen Waldungen der Zent Wald-Michelbach und der Zent Hammelbach die Aufsicht hatte. Vom Zehnten bezogen früher die Landschad zu Steinach und nach diesen der Freiherr von Wrede zwei Drittel, das Kloster Lorsch und nach ihm Kurmainz ein Drittel.

### Vom 19. Jahrhundert bis heute
Nachdem der Reichsdeputationshauptschluss von 1803 das „Oberamt Lindenfels“ der Landgrafschaft Hessen-Darmstadt zugewiesen hatte, wurde es dort vorerst als hessische Amtsvogtei weitergeführt. Die Landgrafschaft Hessen-Darmstadt ging 1806 in dem unter dem Druck Napoléons zustande gekommenen Großherzogtum Hessen auf, wo der Amtsbereich des „Amts Lindenfels“ 1812 aufgeteilt und Reisen dem „Amt Waldmichelbach“ zugewiesen wurde. Die übergeordnete Verwaltungsbehörde war der „Regierungsbezirk Darmstadt“, der ab 1803 auch als „Fürstentum Starkenburg“ bezeichnet wurde.
Nach dem Wiener Kongress 1814/15 wurden 1816 im Großherzogtum Hessen Provinzen gebildet. Dabei wurde das vorher als „Fürstentum Starkenburg“ bezeichnete Gebiet, das aus den südlich des Mains gelegenen alten hessischen und den ab 1803 hinzugekommenen rechtsrheinischen Territorien bestand, in „Provinz Starkenburg“ umbenannt. 1821 wurden die Amtsvogteien in den Provinzen Starkenburg und Oberhessen des Großherzogtums aufgelöst und Landratsbezirke eingeführt, wobei Reisen zum Landratsbezirk Lindenfels kam. Im Rahmen dieser Reform wurden auch Landgerichte geschaffen, die jetzt unabhängig von der Verwaltung waren. Deren Gerichtsbezirke entsprachen in ihrem Umfang den Landratsbezirken. Für den Landratsbezirk Lindenfels war das Landgericht Fürth als Gericht erster Instanz zuständig. Diese Reform ordnete auch die Verwaltung auf Gemeindeebene. So war die Bürgermeisterei in Ober-Mumbach auch für Geisenbach, Hornbach, Reisen, Schimbach (heute Weiler der Gemeinde Birkenau) und Vöckelsbach, zuständig.
Entsprechend der Gemeindeverordnung vom 30. Juni 1821 gab es keine Einsetzungen von Schultheißen mehr, sondern einen gewählten Ortsvorstand, der sich aus Bürgermeister, Beigeordneten und Gemeinderat zusammensetzte.
1832 wurden Kreise geschaffen. Nach der am 20. August 1832 bekanntgegebenen Neugliederung sollte es in Süd-Starkenburg künftig nur noch die Kreise Bensheim und Lindenfels geben; der Landratsbezirk von Heppenheim sollte in den Kreis Bensheim fallen. Noch vor dem Inkrafttreten der Verordnung zum 15. Oktober 1832 wurde diese aber dahingehend revidiert, dass statt des Kreises Lindenfels neben dem Kreis Bensheim der Kreis Heppenheim als zweiter Kreis gebildet wurde, zu dem jetzt Reisen gehörte.
Am 31. Juli 1848 wurden die Kreise und die Landratsbezirke des Großherzogtums abgeschafft und durch „Regierungsbezirke“ ersetzt, wobei die bisherigen Kreise Bensheim und Heppenheim zum Regierungsbezirk Heppenheim vereinigt wurden. Bereits vier Jahre später, im Laufe der Reaktionsära, kehrte man aber zur Einteilung in Kreise zurück und Reisen wurde Teil des neu geschaffenen Kreises Lindenfels.
Die im Dezember 1852 aufgenommenen Bevölkerungs- und Katasterlisten ergaben für Reisen: Lutherisches und katholisches Filialdorf mit 206 Einwohnern bildet mit Schimbach eine gemeinsame Gemarkung. Diese Gemarkung besteht aus 1338 Morgen, davon 812 Morgen Ackerland, 154 Morgen Wiesen und 333 Morgen Wald.
In den Statistiken des Großherzogtums Hessen werden, bezogen auf Dezember 1867, für das Filialdorf Reisen mit eigener Bürgermeisterei, 32 Häuser, 258 Einwohnern, der Kreis Lindenfels, das Landgericht Fürth, die evangelische reformierte Pfarrei Wald-Michelbach bzw. die lutherische Pfarrei Birkenau des Dekanats Lindenfels und die katholische Pfarrei Birkenau des Dekanats Heppenheim, angegeben. Durch die Bürgermeisterei wurden außerdem der Weiler Geisenbach (5 Häuser, 34 Einw.), die Orte Hornbach (30 Häuser, 195 Einw.), Ober-Mumbach (21 Häuser, 198 Einw.) sowie die Rohrbacher Höhe (ein Haus, 4 Einw.) und der Weiler Schimmbach (4 Häuser, 45 Einw.) verwaltet.
1874 wurde eine Anzahl von Verwaltungsreformen beschlossen. So wurden die landesständige Geschäftsordnung sowie die Verwaltung der Kreise und Provinzen durch Kreis- und Provinzialtage geregelt. Die Neuregelung trat am 12. Juli 1874 in Kraft und verfügte auch die Auflösung der Kreise Lindenfels und Wimpfen und die Wiedereingliederung von Reisen in den Kreis Heppenheim.
Die hessischen Provinzen Starkenburg, Rheinhessen und Oberhessen wurden 1937 nach der 1936 erfolgten Auflösung der Provinzial- und Kreistage aufgehoben. Zum 1. November 1938 trat dann eine umfassende Gebietsreform auf Kreisebene in Kraft. In der ehemaligen Provinz Starkenburg war der Kreis Bensheim besonders betroffen, da er aufgelöst und zum größten Teil dem Kreis Heppenheim zugeschlagen wurde. Der Kreis Heppenheim übernahm auch die Rechtsnachfolge des Kreises Bensheim und erhielt den neuen Namen Landkreis Bergstraße.
Im Jahr 1961 wurde die Gemarkungsgröße mit 334 ha angegeben, davon waren 57 ha Wald.
Im Zuge der Gebietsreform in Hessen schloss sich die Gemeinde zum 31. Dezember 1970 zeitgleich mit Hornbach freiwillig der Gemeinde Birkenau an. Für Reisen wurde ein Ortsbezirk eingerichtet.

### Gerichtszugehörigkeit in Hessen
In der Landgrafschaft Hessen-Darmstadt wurde mit Ausführungsverordnung vom 9. Dezember 1803 das Gerichtswesen neu organisiert. Für das Fürstentum Starkenburg wurde das „Hofgericht Darmstadt“ als Gericht der zweiten Instanz eingerichtet. Die Rechtsprechung der ersten Instanz wurde durch die Ämter bzw. Standesherren vorgenommen. Für Reisen war damit das Amt Lindenfels zuständig. Die Gerichtsbarkeit des Amtes Lindenfels ging 1813 an das neue Justizamt in Fürth über.
Mit Bildung der Landgerichte im Großherzogtum Hessen war ab 1821 das Landgericht Fürth das Gericht erster Instanz. Anlässlich der Einführung des Gerichtsverfassungsgesetzes mit Wirkung vom 1. Oktober 1879, infolge derer die bisherigen großherzoglich hessischen Landgerichte durch Amtsgerichte an gleicher Stelle ersetzt wurden, während die neu geschaffenen Landgerichte nun als Obergerichte fungierten, kam es zur Umbenennung in Amtsgericht Fürth und Zuteilung zum Bezirk des Landgerichts Darmstadt.

### Historische Beschreibungen
Im Versuch einer vollständigen Geographisch-Historischen Beschreibung der Kurfürstl. Pfalz am Rheine findet sich 1786 über Reisen:

„Reissen. Ist vier Stunden von Lindenfels südwestwärtS entfernt, und hat zu Nachbaren gegen Ost gedachtes Ober-Mumbach; gegen Süd Hornbach und Birkenau; gegen West Liebersbach; gegen Norden Mörlenbach, beide Mainzisch. In der Bestättigungsurkunde K. Heinrichs II. über die Einrichtung des Klösterleins auf dem Abrinsberg im J. 1023 wird dieses Dorf Eressam und in Beschreibung der Huben des Klosters Lorsch Ersam genennet. In dem alten Zinsbuche aber heiset es Rüssen. Durch das Dorf laufet die Weschniz. Oben an dem Orte fällt die Bettenbach, unterhalb aber die von Schimbach kommende Euterbach hinein. An dem Dorfe gehet die von Lindenfels nach Weinheim führende Landstraße vorbei. [...] Unter den Feldgründen ist auch ein Hofgut begriffen, so vorhin die Ulner von Dieburg, dermalen aber der Graf von Brezenheim als ein Pfälzisches Lehen beziehet. [...] Schimbach, ist ein Weiler, eine halbe Stunde Von Reißen südwärts entlegen, der in allem 175 M. Landes enthält, und mit obgedachtem Dorfe einerlei Beschaffenheit hat.“

Die Statistisch-topographisch-historische Beschreibung des Großherzogthums Hessen berichtet 1829 über Reisen:

„Reissen (L. Bez. Lindenfels) luth. und kath. Filialdorf; liegt 3 St. von Lindenfels auf beiden Seiten der Weschnitz, hat 32 Häuser und 178 Einw., unter welchen 107 Luth. 30 Kath. und 41 Reform. sind; sowie 1 Gypsmühle - In einer Urkunde Kaiser Heinrichs II. von 1023 wird der Ort Eressam und in dem Zinsbuch von 1369 Russen genannt. Reissen kam 1802 von Churpfalz an Hessen.“

Im Neuestes und gründlichstes alphabetisches Lexicon der sämmtlichen Ortschaften der deutschen Bundesstaaten von 1845 heißt es:

„Reissen b. Lindenfels. – Dorf, zur evang., resp. kathol. Pfarrei Birkenau gehörig. – 32 H. 178 (meistens luther.) Einw. – Großherzogthum Hessen. – Prov. Starkenburg. – Kreis Heppenheim. – Landger. Fürth. – Hofgericht Darmstadt. – Das Dorf Reissen, auf beiden Seiten der Weschnitz gelegen, hat 1 Gipsmühe. - Es ist im Jahre 1802 von Churpfalz an Hessen übergegangen.“

### Verwaltungsgeschichte im Überblick
Die folgende Liste zeigt die Staaten und Verwaltungseinheiten, denen Reisen angehört(e):
- vor 1737: Heiliges Römisches Reich, Pfalzgrafschaft bei Rhein, Oberamt Heidelberg, Amt Lindenfels Zent Waldmichelbach
- ab 1737: Heiliges Römisches Reich, Pfalzgrafschaft bei Rhein, Oberamt Lindenfels, Zent Waldmichelbach
- ab 1777: Heiliges Römisches Reich, Kurfürstentum Pfalzbayern, Pfalzgrafschaft bei Rhein, Oberamt Lindenfels, Zent Waldmichelbach
- ab 1803: Heiliges Römisches Reich, Landgrafschaft Hessen-Darmstadt,[Anm. 2] Fürstentum Starkenburg, Amt Lindenfels
- ab 1806: Großherzogtum Hessen,[Anm. 3] Fürstentum Starkenburg, Amt Lindenfels[23]
- ab 1812: Großherzogtum Hessen, Fürstentum Starkenburg, Amt Waldmichelbach
- ab 1815: Großherzogtum Hessen[Anm. 4], Provinz Starkenburg, Amt Waldmichelbach
- ab 1821: Großherzogtum Hessen, Provinz Starkenburg, Landratsbezirk Lindenfels[Anm. 5]
- ab 1832: Großherzogtum Hessen, Provinz Starkenburg, Kreis Heppenheim
- ab 1848: Großherzogtum Hessen, Regierungsbezirk Heppenheim
- ab 1852: Großherzogtum Hessen, Provinz Starkenburg, Kreis Lindenfels
- ab 1871: Deutsches Reich,[Anm. 6] Großherzogtum Hessen, Provinz Starkenburg, Kreis Lindenfels
- ab 1874: Deutsches Reich, Großherzogtum Hessen, Provinz Starkenburg, Kreis Heppenheim
- ab 1918: Deutsches Reich, Volksstaat Hessen,[Anm. 7] Provinz Starkenburg, Kreis Heppenheim
- ab 1938: Deutsches Reich, Volksstaat Hessen, Landkreis Bergstraße[24][Anm. 8]
- ab 1945: Amerikanische Besatzungszone,[Anm. 9] Groß-Hessen, Regierungsbezirk Darmstadt, Landkreis Bergstraße
- ab 1946: Amerikanische Besatzungszone, Hessen, Regierungsbezirk Darmstadt, Landkreis Bergstraße
- ab 1949: Bundesrepublik Deutschland, Hessen, Regierungsbezirk Darmstadt, Landkreis Bergstraße
- ab 1971: Bundesrepublik Deutschland, Hessen, Regierungsbezirk Darmstadt, Landkreis Bergstraße, Gemeinde Birkenau[Anm. 10]

## Bevölkerung

### Einwohnerstruktur 2011
Nach den Erhebungen des Zensus 2011 lebten am Stichtag dem 9. Mai 2011 in Reisen 1212 Einwohner. Darunter waren 96 (7,9 %) Ausländer. Nach dem Lebensalter waren 240 Einwohner unter 18 Jahren, 501 waren zwischen 18 und 49, 225 zwischen 50 und 64 und 243 Einwohner waren älter. Die Einwohner lebten in 489 Haushalten. Davon waren 126 Singlehaushalte, 141 Paare ohne Kinder und 171 Paare mit Kindern, sowie 45 Alleinerziehende und 6 Wohngemeinschaften. In nnn Haushalten lebten ausschließlich Senioren und in nnn Haushaltungen lebten keine Senioren.

### Einwohnerentwicklung
| • 1784: | 100 Seelen, 23 Familien  |
| • 1806: | 121 Einwohner            |
| • 1829: | 178 Einwohner, 32 Häuser |
| • 1867: | 258 Einwohner, 32 Häuser |

| Reisen: Einwohnerzahlen von 1784 bis 2018 | Reisen: Einwohnerzahlen von 1784 bis 2018 | Reisen: Einwohnerzahlen von 1784 bis 2018 | Reisen: Einwohnerzahlen von 1784 bis 2018 | Reisen: Einwohnerzahlen von 1784 bis 2018 |
| --- | ----------------------------------------- | ----------------------------------------- | ----------------------------------------- | ----------------------------------------- |
| Jahr |                                           |                                           |                                           | Einwohner                                 |
| 1784 | 1784                                      |                                           | 100                                       | 100                                       |
| 1829 | 1829                                      |                                           | 178                                       | 178                                       |
| 1834 | 1834                                      |                                           | 223                                       | 223                                       |
| 1840 | 1840                                      |                                           | 239                                       | 239                                       |
| 1846 | 1846                                      |                                           | 260                                       | 260                                       |
| 1852 | 1852                                      |                                           | 289                                       | 289                                       |
| 1858 | 1858                                      |                                           | 279                                       | 279                                       |
| 1864 | 1864                                      |                                           | 279                                       | 279                                       |
| 1871 | 1871                                      |                                           | 296                                       | 296                                       |
| 1875 | 1875                                      |                                           | 292                                       | 292                                       |
| 1885 | 1885                                      |                                           | 296                                       | 296                                       |
| 1895 | 1895                                      |                                           | 320                                       | 320                                       |
| 1905 | 1905                                      |                                           | 393                                       | 393                                       |
| 1910 | 1910                                      |                                           | 408                                       | 408                                       |
| 1925 | 1925                                      |                                           | 427                                       | 427                                       |
| 1939 | 1939                                      |                                           | 437                                       | 437                                       |
| 1946 | 1946                                      |                                           | 631                                       | 631                                       |
| 1950 | 1950                                      |                                           | 600                                       | 600                                       |
| 1956 | 1956                                      |                                           | 687                                       | 687                                       |
| 1961 | 1961                                      |                                           | 835                                       | 835                                       |
| 1967 | 1967                                      |                                           | 957                                       | 957                                       |
| 1970 | 1970                                      |                                           | 1.070                                     | 1.070                                     |
| 1980 | 1980                                      |                                           | ?                                         | ?                                         |
| 1990 | 1990                                      |                                           | ?                                         | ?                                         |
| 2000 | 2000                                      |                                           | ?                                         | ?                                         |
| 2005 | 2005                                      |                                           | 1.234                                     | 1.234                                     |
| 2011 | 2011                                      |                                           | 1.212                                     | 1.212                                     |
| 2015 | 2015                                      |                                           | 1.175                                     | 1.175                                     |
| 2018 | 2018                                      |                                           | 1.112                                     | 1.112                                     |
| Datenquelle: Historisches Gemeindeverzeichnis für Hessen: Die Bevölkerung der Gemeinden 1834 bis 1967. Wiesbaden: Hessisches Statistisches Landesamt, 1968. Weitere Quellen: LAGIS:; Gemeinde Birkenauf; Zensus 2011 |                                           |                                           |                                           |                                           |

### Historische Religionszugehörigkeit
| • 1829: | 107 lutheranische (= 60,11 %), 41 reformierte (= 23,03 %) und 30 katholische (= 16,86 %) Einwohner |
| • 1961: | 581 evangelische (= 69,58 %), 224 katholische (= 26,83 %) Einwohner                                |

## Politik

### Ortsbeirat
- SPD: 5
- Grüne: 1
- CDU: 2

Für Reisen besteht ein Ortsbezirk (Gebiete der ehemaligen Gemeinde Reisen) mit Ortsbeirat und Ortsvorsteher, nach Maßgabe der §§ 81 und 82 HGO und des Kommunalwahlgesetzes in der jeweils gültigen Fassung gebildet. Der Ortsbeirat besteht aus neun Mitgliedern. Bei den Kommunalwahlen in Hessen 2021 betrug die Wahlbeteiligung zum Ortsbeirat Reisen 64 %. Es wurden gewählte: fünf Mitglieder der SPD, zwei Mitglieder der CDU und ein Mitglied des Bündnis 90/Die Grünen. Der Ortsbeirat wählte Jörg Lieb (SPD) zum Ortsvorsteher.

### Wappen
Blasonierung: „In der Mitte des von Silber und Blau gerauteten Schildes aufgelegt eine große goldene Herzraute mit roter Fischreuse.“
Das Wappen wurde der Gemeinde Reisen am 6. Juli 1962 durch den Hessischen Innenminister genehmigt. Gestaltet wurde es durch den Bad Nauheimer Heraldiker Heinz Ritt.
Die Rauten stammen aus dem Wappen der Kurpfalz, zu der Reisen früher gehörte. Die Fischreuse ist ein redendes Wappen (Reuse = Reisen).

## Verkehr
Für den Straßenverkehr ist Reisen durch mehrere Kreisstraßen erschlossen. Die K 12 führt in die Kerngemeinde und in der Gegenrichtung nach Nieder-Mumbach, Ober-Mumbach und Vöckelsbach. Die K 209 führt nach Schimbach und endet dort. Die K 13 hat Hornbach als Endpunkt.
Reisen hat Anschluss an die Weschnitztalbahn, welche von Weinheim nach Fürth im Odenwald führt.
Die Bundesstraße 38 führte durch Reisen, bis 1999 westlich der Gemarkung eine Umgehungsstraße zum Saukopftunnel fertiggestellt wurde. Seitdem gibt es nördlich von Reisen einen Anschluss an die Bundesstraße.